# The Prismatic World Tour Live
The Prismatic World Tour Live là một album video trực tiếp của ca sĩ người Mỹ Katy Perry cho chuyến lưu diễn cùng tên của cô. Nó được phát hành vào ngày 30 tháng 10 năm 2015 bởi Capitol Records. Bộ phim hòa nhạc được phát hành trên DVD, Blu-ray và cho Tải xuống kỹ thuật số. Tất cả các định dạng cũng bao gồm 30 phút bổ sung độc quyền. Russell Thomas chỉ đạo bộ phim hòa nhạc và Perry là nhà sản xuất điều hành cho album. Về mặt thương mại, nó đứng đầu các bảng xếp hạng video âm nhạc ở Úc, Bỉ, Ý và Hoa Kỳ.

## Bối cảnh và chuyến lưu diễn
Nó đã được thông báo rằng các chương trình cuối cùng của Sydney vào ngày 12 và 13 tháng 12 năm 2014 sẽ được quay cho một bộ phim hòa nhạc. Gần một năm sau, vào ngày 23 tháng 11 năm 2015, nó được phát trên Network Seven. Vào ngày 28 tháng 3 năm 2015, Epix đã phát sóng một buổi hòa nhạc đặc biệt kéo dài hai giờ của tour diễn, như là một phần của "Bản xem trước miễn phí cuối tuần" của họ. Một đoạn video ngắn xen kẽ cho "Peacock" đã được phát trước khi Perry thực hiện "Teenage Dream". Trong phần hỏi đáp độc quyền với Epix, Perry xác nhận rằng cô sẽ thực hiện một DVD về chuyến lưu diễn. Cô cũng tiết lộ rằng cô sẽ thay đổi một vài thứ cho DVD. Netflix đã thêm bộ phim hòa nhạc của tour diễn vào dịch vụ phát trực tuyến vào ngày 26 tháng 6 năm 2015. Bộ phim hòa nhạc của tour diễn được phát hành trên DVD, Blu-ray và Tải xuống kỹ thuật số vào ngày 30 tháng 10 năm 2015. Tất cả các định dạng cũng bao gồm 30 phút bổ sung độc quyền.

## Danh sách bài hát
- Nguồn được lấy từ DVD liner notes [7][8]

| STT | Nhan đề                                            | Sáng tác                                                            | Thời lượng |
| --- | -------------------------------------------------- | ------------------------------------------------------------------- | ---------- |
| 1.  | "Roar"                                             | Katy Perry Lukasz Gottwald Max Martin Bonnie McKee Henry Walter     |            |
| 2.  | "Part of Me"                                       | Perry Gottwald Max McKee                                            |            |
| 3.  | "Wide Awake"                                       | Perry Gottwald Martin Walter McKee                                  |            |
| 4.  | "This Moment / Love Me"                            | Perry Hermansen Eriksen Levin Martin Karlsson Pontare Lidehäll      |            |
| 5.  | "Dark Horse"                                       | Perry Houston Gottwald Sarah Martin Walter                          |            |
| 6.  | "E.T."                                             | Perry Gottwald Martin Joshua Coleman Kanye West                     |            |
| 7.  | "Legendary Lovers"                                 | Perry Gottwald Martin McKee Walter                                  |            |
| 8.  | "I Kissed a Girl"                                  | Perry Gottwald Martin Cathy Dennis                                  |            |
| 9.  | "Hot n Cold"                                       | Perry Gottwald Martin                                               |            |
| 10. | "International Smile"                              | Perry Gottwald Martin Walter                                        |            |
| 11. | "By the Grace of God"                              | Perry Greg Wells                                                    |            |
| 12. | "The One That Got Away / Thinking of You"          | Perry Gottwald Martin                                               |            |
| 13. | "Unconditionally"                                  | Perry Gottwald Martin Walter                                        |            |
| 14. | "Walking on Air"                                   | Perry Klas Åhlund Martin Adam Baptiste Caméla Leierth               |            |
| 15. | "It Takes Two"                                     | Perry Hermansen Eriksen Levin Emeli Sandé                           |            |
| 16. | "This Is How We Do / Last Friday Night (T.G.I.F.)" | Perry Klas Åhlund Martin Gottwald McKee                             |            |
| 17. | "Teenage Dream"                                    | Perry Gottwald Max Martin Benjamin Levin McKee                      |            |
| 18. | "California Gurls"                                 | Perry Gottwald Martin Levin Bonnie McKee Calvin Broadus             |            |
| 19. | "Birthday"                                         | Perry Gottwald Martin Bonnie McKee Walter                           |            |
| 20. | "Firework"                                         | Perry Mikkel S. Eriksen Tor Erik Hermansen Sandy Wilhelm Ester Dean |            |

### Bonus
1. Behind The Scenes
2. Stage Build Time Lapse
3. Crew Tidbits

## Xếp hạng
| Charts (2015–2017)                        | Peak position |
| ----------------------------------------- | ------------- |
| DVD âm nhạc Úc (ARIA)                     | 1             |
| DVD âm nhạc Bỉ (Ultratop Flanders)        | 1             |
| DVD âm nhạc Bỉ (Ultratop Wallonia)        | 1             |
| DVD âm nhạc Hà Lan (MegaCharts)           | 3             |
| DVD âm nhạc Pháp (SNEP)                   | 2             |
| Album Đức (Offizielle Top 100)            | 32            |
| Irish Music DVD (IRMA)                    | 4             |
| DVD âm nhạc Ý (FIMI)                      | 1             |
| DVD âm nhạc Tây Ban Nha (PROMUSICAE)      | 2             |
| DVD âm nhạc Thụy Sĩ (Schweizer Hitparade) | 3             |
| Video âm nhạc Anh Quốc (OCC)              | 2             |
| Hoa Kỳ Music Video Sales (Billboard)      | 1             |

| Chart (2015)                 | Position |
| ---------------------------- | -------- |
| Dutch Music DVD (MegaCharts) | 31       |
| Chart (2016)                 | Position |
| Australian Music DVD (ARIA)  | 5        |
| Chart (2017)                 | Position |
| Australian Music DVD (ARIA)  | 9        |

## Chứng nhận
| Quốc gia                                                                           | Chứng nhận  | Số đơn vị/doanh số chứng nhận |
| ---------------------------------------------------------------------------------- | ----------- | ----------------------------- |
| Úc (ARIA)                                                                          | 2× Platinum | 30.000^                       |
| Brasil (Pro-Música Brasil)                                                         | Gold        | 15.000*                       |
| * Chứng nhận dựa theo doanh số tiêu thụ. ^ Chứng nhận dựa theo doanh số nhập hàng. |             |                               |

## Lịch sử phát hành
| Quốc gia | Ngày                      | Định dạng                             | Hãng đĩa        | Ref.  |
| -------- | ------------------------- | ------------------------------------- | --------------- | ----- |
| Hoa Kỳ   | Ngày 30 tháng 10 năm 2015 | Tải xuống DVD, Blu-ray và kỹ thuật số | Capitol Records | [ 1 ] |